# Leptotroga armstrongi
Leptotroga armstrongi là một loài bướm đêm trong họ Noctuidae.